# Menhire vom Pinzu a Vergine
Die Menhire vom Pinzu a Vergine (auch Pinzu a Verghine genannt; französisch Pinzu a Vergine alignment) sind eine unterbrochene Steinreihe in Petricaggio in der Gemeinde Barrettali auf dem Cap Corse im Département Haute-Corse auf Korsika.
Sie befinden sich auf dem 593 m hohen Pass Col Pinzu a Vergine. Nur ein Stein steht in situ, die anderen liegen am Boden, daher ist es schwierig, die Reihe zu erkennen. Einige Wissenschaftler glauben, dass einer der Steine ein Statuenmenhir sein könnte.
Die Position wird im Reiseführer „Wandern auf Korsika“ angegeben. Um die Steinreihe zu überblicken, muss man auf den höchsten Punkt steigen.
Mit der Steinreihe verbindet sich eine Legende.